# (1734) Zhongolovich
(1734) Zhongolovich est un astéroïde de la ceinture principale.

## Description
(1734) Zhongolovich est un astéroïde de la ceinture principale. Il fut découvert le 11 octobre 1928 à Simeis par Grigori Néouïmine. Il présente une orbite caractérisée par un demi-grand axe de 2,78 UA, une excentricité de 0,23 et une inclinaison de 8,3° par rapport à l'écliptique.

## Compléments